# Csehország a 2004. évi nyári olimpiai játékokon
Csehország a görögországi Athénban megrendezett 2004. évi nyári olimpiai játékok egyik részt vevő nemzete volt. Az országot az olimpián 20 sportágban 142 sportoló képviselte, akik összesen 9 érmet szereztek.

## Érmesek
| Érem  | Versenyző                                         | Sportág       | Versenyszám               |
| ----- | ------------------------------------------------- | ------------- | ------------------------- |
| Arany | Roman Šebrle                                      | Atlétika      | Férfi tízpróba            |
| Ezüst | David Kopřiva Tomáš Karas Jakub Hanák David Jirka | Evezés        | Férfi négypárevezős       |
| Ezüst | Lenka Hyková                                      | Sportlövészet | Női sportpisztoly         |
| Ezüst | Lenka Šmídová                                     | Vitorlázás    | Női europe                |
| Bronz | Jaroslav Bába                                     | Atlétika      | Férfi magasugrás          |
| Bronz | Věra Pospíšilová-Cechlová                         | Atlétika      | Női diszkoszvetés         |
| Bronz | Jaroslav Volf Ondřej Štěpánek                     | Kajak-kenu    | Férfi szlalom kenu kettes |
| Bronz | Libor Capalini                                    | Öttusa        | Férfi egyéni              |
| Bronz | Kateřina Kůrková                                  | Sportlövészet | Női légpuska              |

## Asztalitenisz
Férfi
| Versenyző                   | Versenyszám | 64-es főtábla     | 48-as főtábla                                                                                  | 32-es főtábla                                                                           | Nyolcaddöntő      | Negyeddöntő       | Elődöntő          | Döntő             | Helyezés |
| Versenyző                   | Versenyszám | Ellenfél Eredmény | Ellenfél Eredmény                                                                              | Ellenfél Eredmény                                                                       | Ellenfél Eredmény | Ellenfél Eredmény | Ellenfél Eredmény | Ellenfél Eredmény | Helyezés |
| --------------------------- | ----------- | ----------------- | ---------------------------------------------------------------------------------------------- | --------------------------------------------------------------------------------------- | ----------------- | ----------------- | ----------------- | ----------------- | -------- |
| Petr Korbel                 | Egyes       |                   |                                                                                                | Ko Lai Chak (HKG) · 7-11, 11-9, 7-11, 11-2, 6-11, 11-9, 7-11                            | kiesett           | kiesett           | kiesett           | kiesett           | 17.      |
| Petr Korbel Richard Výborný | Páros       |                   | Kongói Demokratikus Köztársaság (COD) · Momo Babungu · José Luyindula · 11-3, 11-4, 11-6, 11-4 | Oroszország (RUS) · Dmitrij Mazunov · Alekszej Szmirnov · 4-11, 11-13, 7-11, 11-9, 6-11 | kiesett           | kiesett           | kiesett           | kiesett           | 17.      |

Női
| Versenyző                         | Versenyszám | 64-es főtábla                                            | 48-as főtábla                                                                         | 32-es főtábla                                                                     | Nyolcaddöntő      | Negyeddöntő       | Elődöntő          | Döntő             | Helyezés |
| Versenyző                         | Versenyszám | Ellenfél Eredmény                                        | Ellenfél Eredmény                                                                     | Ellenfél Eredmény                                                                 | Ellenfél Eredmény | Ellenfél Eredmény | Ellenfél Eredmény | Ellenfél Eredmény | Helyezés |
| --------------------------------- | ----------- | -------------------------------------------------------- | ------------------------------------------------------------------------------------- | --------------------------------------------------------------------------------- | ----------------- | ----------------- | ----------------- | ----------------- | -------- |
| Renáta Štrbíková                  | Egyes       | Jasna Fazlić (USA) · 11-9, 11-6, 13-15, 4-11, 8-11, 9-11 | kiesett                                                                               | kiesett                                                                           | kiesett           | kiesett           | kiesett           | kiesett           | 49.      |
| Renáta Štrbíková Alena Vachovcová | Páros       |                                                          | Brazília (BRA) · Mariany Nonaka · Lígia da Silva · 11-2, 11-4, 7-11, 6-11, 11-9, 11-9 | Horvátország (CRO) · Boros Tamara · Cornelia Vaida · 11-9, 8-11, 8-11, 7-11, 3-11 | kiesett           | kiesett           | kiesett           | kiesett           | 17.      |

## Atlétika
Férfi
| Versenyző        | Versenyszám     | Előfutam | Előfutam | Előfutam | Negyeddöntő | Negyeddöntő | Negyeddöntő | Elődöntő | Elődöntő | Elődöntő | Döntő    | Döntő    |
| Versenyző        | Versenyszám     | Idő      | Hely.    | Össz.    | Idő         | Hely.       | Össz.       | Idő      | Hely.    | Össz.    | Idő      | Helyezés |
| ---------------- | --------------- | -------- | -------- | -------- | ----------- | ----------- | ----------- | -------- | -------- | -------- | -------- | -------- |
| Jiří Vojtík      | 200 m           | 20,79    | 5.       | 31.      | kiesett     | kiesett     | kiesett     | kiesett  | kiesett  | kiesett  | kiesett  | kiesett  |
| Michal Šneberger | 800 m           | 1:47,89  | 5.       | 48.      |             |             |             | kiesett  | kiesett  | kiesett  | kiesett  | kiesett  |
| Michal Šneberger | 1500 m          | 3:39,68  | 7.       | 14.      |             |             |             | 3:37,03  | 12.      | 23.*     | kiesett  | kiesett  |
| Jiří Mužík       | 400 m gát       | 48,85    | 2.       | 12.      |             |             |             | 48,88    | 5.       | 14.      | kiesett  | kiesett  |
| Štěpán Tesařík   | 400 m gát       | 49,44    | 5.       | 23.      |             |             |             | 49,87    | 7.       | 23.      | kiesett  | kiesett  |
| Róbert Štefko    | Maraton         |          |          |          |             |             |             |          |          |          | 2:27:12  | 63.      |
| Jiří Malysa      | 20 km gyaloglás |          |          |          |             |             |             |          |          |          | kizárták | kizárták |
| Miloš Holuša     | 50 km gyaloglás |          |          |          |             |             |             |          |          |          | 4:15:01  | 38.      |

| Versenyző       | Versenyszám   | Selejtező | Selejtező | Döntő    | Döntő    |
| Versenyző       | Versenyszám   | Eredmény  | Helyezés  | Eredmény | Helyezés |
| --------------- | ------------- | --------- | --------- | -------- | -------- |
| Jaroslav Bába   | Magasugrás    | 228 cm    | 9.*       | 234 cm   |          |
| Tomáš Janků     | Magasugrás    | 220 cm    | 30.       | kiesett  | kiesett  |
| Svatoslav Ton   | Magasugrás    | 228 cm    | 4.**      | 229 cm   | 8.       |
| Štěpán Janáček  | Rúdugrás      | 530 cm    | 28.**     | kiesett  | kiesett  |
| Adam Ptáček     | Rúdugrás      | 550 cm    | 22.       | kiesett  | kiesett  |
| Petr Stehlík    | Súlylökés     | 20,06 m   | 10.       | 19,21 m  | 12.      |
| Antonín Žalský  | Súlylökés     | 19,09 m   | 27.       | kiesett  | kiesett  |
| Libor Malina    | Diszkoszvetés | 62,12 m   | 10.       | 58,78 m  | 10.      |
| Vladimír Maška  | Kalapácsvetés | 71,76 m   | 29.       | kiesett  | kiesett  |
| Miroslav Guzdek | Gerelyhajítás | 76,45 m   | 23.       | kiesett  | kiesett  |
| Jan Železný     | Gerelyhajítás | 81,18 m   | 9.        | 80,59 m  | 9.       |

| Versenyző    | Versenyszám | 100 m | 100 m | Távolugrás       | Távolugrás       | Súlylökés        | Súlylökés        | Magasugrás       | Magasugrás       | 400 m            | 400 m            | 110 m gát        | 110 m gát        | Diszkoszvetés    | Diszkoszvetés    | Rúdugrás         | Rúdugrás         | Gerelyhajítás    | Gerelyhajítás    | 1500 m           | 1500 m           | Végeredmény   | Végeredmény   |
| Versenyző    | Versenyszám | Idő   | Pont  | Eredmény         | Pont             | Eredmény         | Pont             | Eredmény         | Pont             | Idő              | Pont             | Idő              | Pont             | Eredmény         | Pont             | Eredmény         | Pont             | Eredmény         | Pont             | Idő              | Pont             | Pont          | Helyezés      |
| ------------ | ----------- | ----- | ----- | ---------------- | ---------------- | ---------------- | ---------------- | ---------------- | ---------------- | ---------------- | ---------------- | ---------------- | ---------------- | ---------------- | ---------------- | ---------------- | ---------------- | ---------------- | ---------------- | ---------------- | ---------------- | ------------- | ------------- |
| Tomáš Dvořák | Tízpróba    | 11,53 | 746   | nem állt rajthoz | nem állt rajthoz | nem állt rajthoz | nem állt rajthoz | nem állt rajthoz | nem állt rajthoz | nem állt rajthoz | nem állt rajthoz | nem állt rajthoz | nem állt rajthoz | nem állt rajthoz | nem állt rajthoz | nem állt rajthoz | nem állt rajthoz | nem állt rajthoz | nem állt rajthoz | nem állt rajthoz | nem állt rajthoz | nem ért célba | nem ért célba |
| Roman Šebrle | Tízpróba    | 10,85 | 894   | 784 cm           | 1020             | 16,36 m          | 873              | 212 cm           | 915              | 48,36            | 892              | 14,05            | 968              | 48,72 m          | 844              | 500 cm           | 910              | 70,52 m          | 897              | 4:40,01          | 680              | 8893          |               |

Női
| Versenyző                   | Versenyszám     | Előfutam | Előfutam | Előfutam | Elődöntő | Elődöntő | Elődöntő | Döntő   | Döntő    |
| Versenyző                   | Versenyszám     | Idő      | Hely.    | Össz.    | Idő      | Hely.    | Össz.    | Idő     | Helyezés |
| --------------------------- | --------------- | -------- | -------- | -------- | -------- | -------- | -------- | ------- | -------- |
| Lucie Škrobákova-Martincová | 100 m gát       | 13,51    | 5.       | 30.      | kiesett  | kiesett  | kiesett  | kiesett | kiesett  |
| Anna Pichrtová              | Maraton         |          |          |          |          |          |          | 2:40:58 | 28.      |
| Barbora Dibelková           | 20 km gyaloglás |          |          |          |          |          |          | 1:33:37 | 24.      |

| Versenyző                   | Versenyszám   | Selejtező | Selejtező | Döntő    | Döntő    |
| Versenyző                   | Versenyszám   | Eredmény  | Helyezés  | Eredmény | Helyezés |
| --------------------------- | ------------- | --------- | --------- | -------- | -------- |
| Zuzana Kováčiková-Hlavoňová | Magasugrás    | 185 cm    | 26.*      | kiesett  | kiesett  |
| Iva Straková                | Magasugrás    | 189 cm    | 16.****   | kiesett  | kiesett  |
| Kateřina Baďurová           | Rúdugrás      | 440 cm    | 4.***     | 420 cm   | 12.      |
| Pavla Hamáčková             | Rúdugrás      | 445 cm    | 2.        | 440 cm   | 11.      |
| Denisa Ščerbová             | Távolugrás    | 639 cm    | 24.       | kiesett  | kiesett  |
| Šárka Kašpárková            | Hármasugrás   | 13,79 m   | 26.       | kiesett  | kiesett  |
| Věra Pospíšilová-Cechlová   | Diszkoszvetés | 64,48 m   | 1.        | 66,08 m  | [ 1 ]    |
| Vladimíra Malátová-Racková  | Diszkoszvetés | 55,82 m   | 34.       | kiesett  | kiesett  |
| Lucie Vrbenská              | Kalapácsvetés | 60,29 m   | 42.       | kiesett  | kiesett  |
| Nikola Tomečková-Brejchová  | Gerelyhajítás | 57,70 m   | 25.       | kiesett  | kiesett  |
| Jarmila Klimešová           | Gerelyhajítás | 64,39 m   | 2.        | 64,23 m  | 4.       |
| Barbora Špotáková           | Gerelyhajítás | 58,20 m   | 23.       | kiesett  | kiesett  |

| Versenyző        | Versenyszám | 100 m gát | 100 m gát | Magasugrás | Magasugrás | Súlylökés | Súlylökés | 200 m | 200 m | Távolugrás | Távolugrás | Gerelyhajítás | Gerelyhajítás | 800 m   | 800 m | Végeredmény | Végeredmény |
| Versenyző        | Versenyszám | Idő       | Pont      | Eredmény   | Pont       | Eredmény  | Pont      | Idő   | Pont  | Eredmény   | Pont       | Eredmény      | Pont          | Idő     | Pont  | Pont        | Helyezés    |
| ---------------- | ----------- | --------- | --------- | ---------- | ---------- | --------- | --------- | ----- | ----- | ---------- | ---------- | ------------- | ------------- | ------- | ----- | ----------- | ----------- |
| Michaela Hejnová | Hétpróba    | 13,82     | 1004      | 170 cm     | 855        | 12,13 m   | 670       | 25,36 | 854   | 570 cm     | 759        | 48,22 m       | 826           | 2:25,68 | 748   | 5716        | 26.         |

* - egy másik versenyzővel azonos időt/eredményt ért el

** - két másik versenyzővel azonos eredményt ért el

*** - három másik versenyzővel azonos eredményt ért el

**** - négy másik versenyzővel azonos eredményt ért el

## Birkózás

### Férfi
Kötöttfogású
| Versenyző   | Versenyszám | Csoportkör                                                              | Csoportkör | Negyeddöntő       | Elődöntő          | Bronz- mérkőzés   | Döntő             | Helyezés |
| Versenyző   | Versenyszám | Ellenfél Eredmény                                                       | Hely.      | Ellenfél Eredmény | Ellenfél Eredmény | Ellenfél Eredmény | Ellenfél Eredmény | Helyezés |
| ----------- | ----------- | ----------------------------------------------------------------------- | ---------- | ----------------- | ----------------- | ----------------- | ----------------- | -------- |
| Petr Švehla | 55 kg       | D csoport · Olekszij Vakulenko (UKR) · 0-4 · Dennis Hall (USA) · 2-3    | 3.         | kiesett           | kiesett           | kiesett           | kiesett           | 19.      |
| David Vála  | 120 kg      | C csoport · Haszan Barojev (RUS) · 0-5 · Andrej Csehavszkaj (BLR) · 3-0 | 2.         | kiesett           | kiesett           | kiesett           | kiesett           | 14.      |

## Cselgáncs
Női
| Versenyző        | Versenyszám | Selejtező                       | Nyolcaddöntő                  | Negyeddöntő       | Elődöntő          | Vigaszág első kör | Vigaszág negyeddöntő         | Vigaszág elődöntő | Bronz- mérkőzés   | Döntő             | Helyezés    |
| Versenyző        | Versenyszám | Ellenfél Eredmény               | Ellenfél Eredmény             | Ellenfél Eredmény | Ellenfél Eredmény | Ellenfél Eredmény | Ellenfél Eredmény            | Ellenfél Eredmény | Ellenfél Eredmény | Ellenfél Eredmény | Helyezés    |
| ---------------- | ----------- | ------------------------------- | ----------------------------- | ----------------- | ----------------- | ----------------- | ---------------------------- | ----------------- | ----------------- | ----------------- | ----------- |
| Andrea Pažoutová | Középsúly   | Adriana Dadci (POL) · 1111-0102 | Cath Arlove (AUS) · 0000-1000 |                   |                   |                   | Kim Ljonmi (PRK) · 0011-0100 | kiesett           | kiesett           |                   | helyezetlen |

## Evezés
Férfi
| Versenyző                                                   | Versenyszám              | Előfutam | Előfutam | Vigaszág | Vigaszág | Elődöntő | Elődöntő | Elődöntő | Döntő   | Döntő   | Döntő   | Helyezés    |
| Versenyző                                                   | Versenyszám              | Idő      | Hely.    | Idő      | Hely.    | Típus    | Idő      | Hely.    | Típus   | Idő     | Hely.   | Helyezés    |
| ----------------------------------------------------------- | ------------------------ | -------- | -------- | -------- | -------- | -------- | -------- | -------- | ------- | ------- | ------- | ----------- |
| Václav Chalupa, Jr.                                         | Egypárevezős             | 7:13,84  | 1.       |          |          | A/B/C    | 6:59,39  | 1.       | A       | 6:59,13 | 5.      | 5.          |
| Milan Doleček, Jr. Ondrej Synek                             | Kétpárevezős             | 6:50,67  | 2.       |          |          | A/B      | 6:13,65  | 3.       | A       | 6:35,81 | 5.      | 5.          |
| Adam Michálek Petr Imre                                     | Kormányos nélküli kettes | 7:26,19  | 4.       | 6:33,24  | 4.       | kiesett  | kiesett  | kiesett  | kiesett | kiesett | kiesett | helyezetlen |
| Václav Maleček Michal Vabroušek                             | Könnyűsúlyú kétpárevezős | 6:21,82  | 3.       | 6:19,04  | 1.       | A/B      | 6:23,17  | 5.       | B       | 6:46,77 | 3.      | 9.          |
| David Kopřiva Tomáš Karas Jakub Hanák David Jirka           | Négypárevezős            | 5:40,83  | 1.       |          |          | A/B      | 5:42,73  | 1.       | A       | 5:57,43 | 2.      |             |
| Jakub Makovička Jan Schindler Petr Vitásek Karel Neffe, Jr. | Kormányos nélküli négyes | 6:31,23  | 3.       |          |          | A/B      | 5:55,81  | 5.       | B       | 5:49,99 | 2.      | 8.          |

Női
| Versenyző          | Versenyszám  | Előfutam | Előfutam | Vigaszág | Vigaszág | Elődöntő | Elődöntő | Elődöntő | Döntő | Döntő   | Döntő | Helyezés |
| Versenyző          | Versenyszám  | Idő      | Hely.    | Idő      | Hely.    | Típus    | Idő      | Hely.    | Típus | Idő     | Hely. | Helyezés |
| ------------------ | ------------ | -------- | -------- | -------- | -------- | -------- | -------- | -------- | ----- | ------- | ----- | -------- |
| Miroslava Knapková | Egypárevezős | 7:25,23  | 1.       |          |          | A/B      | 7:36,73  | 2.       | A     | 7:25,14 | 4.    | 4.       |

## Kajak-kenu

### Síkvízi
Férfi
| Versenyző     | Versenyszám       | Előfutam | Előfutam | Előfutam | Elődöntő | Elődöntő | Elődöntő | Döntő    | Döntő    |
| Versenyző     | Versenyszám       | Idő      | Hely.    | Össz.    | Idő      | Hely.    | Össz.    | Idő      | Helyezés |
| ------------- | ----------------- | -------- | -------- | -------- | -------- | -------- | -------- | -------- | -------- |
| Martin Doktor | Kenu egyes 500 m  | 1:49,557 | 2.       | 4.       | 1:50,253 | 1.       | 1.       | 1:47,999 | 5.       |
| Martin Doktor | Kenu egyes 1000 m | 3:49,029 | 2.       | 2.       | 3:51,812 | 1.       | 2.       | 3:50,405 | 4.       |

Női
| Versenyző         | Versenyszám       | Előfutam | Előfutam | Előfutam | Elődöntő | Elődöntő | Elődöntő | Döntő   | Döntő    |
| Versenyző         | Versenyszám       | Idő      | Hely.    | Össz.    | Idő      | Hely.    | Össz.    | Idő     | Helyezés |
| ----------------- | ----------------- | -------- | -------- | -------- | -------- | -------- | -------- | ------- | -------- |
| Michala Strnadová | Kajak egyes 500 m | 1:55,806 | 5.       | 3.       | 1:56,154 | 7.       | 9.       | kiesett | kiesett  |

### Szlalom
Férfi
| Versenyző                     | Versenyszám | Selejtező | Selejtező | Selejtező | Selejtező | Selejtező  | Selejtező  | Elődöntő | Elődöntő | Döntő   | Döntő   | Összesítés | Összesítés |
| Versenyző                     | Versenyszám | 1. futam  | 1. futam  | 2. futam  | 2. futam  | Összesítés | Összesítés | Elődöntő | Elődöntő | Döntő   | Döntő   | Összesítés | Összesítés |
| Versenyző                     | Versenyszám | Pont      | Hely.     | Pont      | Hely.     | Pont       | Hely.      | Pont     | Hely.    | Pont    | Hely.   | Pont       | Helyezés   |
| ----------------------------- | ----------- | --------- | --------- | --------- | --------- | ---------- | ---------- | -------- | -------- | ------- | ------- | ---------- | ---------- |
| Ondřej Raab                   | Kajak egyes | 98,54     | 13.       | 95,96     | 5.        | 194,50     | 9.         | 98,13    | 14.      | kiesett | kiesett | kiesett    | kiesett    |
| Tomáš Indruch                 | Kenu egyes  | 99,81     | 2.        | 102,87    | 7.*       | 202,68     | 4.         | 98,22    | 5.       | 97,06   | 5.      | 195,28     | 5.         |
| Marek Jiras Tomáš Máder       | Kenu kettes | 110,66    | 6.        | 118,33    | 9.        | 228,99     | 8.         | 110,35   | 7.       | kiesett | kiesett | kiesett    | kiesett    |
| Jaroslav Volf Ondřej Štěpánek | Kenu kettes | 108,10    | 4.        | 106,25    | 2.        | 214,35     | 3.         | 106,22   | 3.       | 106,64  | 4.      | 212,86     |            |

Női
| Versenyző           | Versenyszám | Selejtező | Selejtező | Selejtező | Selejtező | Selejtező  | Selejtező  | Elődöntő | Elődöntő | Döntő   | Döntő   | Összesítés | Összesítés |
| Versenyző           | Versenyszám | 1. futam  | 1. futam  | 2. futam  | 2. futam  | Összesítés | Összesítés | Elődöntő | Elődöntő | Döntő   | Döntő   | Összesítés | Összesítés |
| Versenyző           | Versenyszám | Pont      | Hely.     | Pont      | Hely.     | Pont       | Hely.      | Pont     | Hely.    | Pont    | Hely.   | Pont       | Helyezés   |
| ------------------- | ----------- | --------- | --------- | --------- | --------- | ---------- | ---------- | -------- | -------- | ------- | ------- | ---------- | ---------- |
| Štěpánka Hilgertová | Kajak egyes | 117,05    | 11.       | 111,70    | 9.        | 228,75     | 11.        | 111,31   | 8.       | 109,44  | 3.      | 220,75     | 5.         |
| Irena Pavelková     | Kajak egyes | 116,08    | 9.        | 111,38    | 7.*       | 227,46     | 9.         | 161,49   | 15.      | kiesett | kiesett | kiesett    | kiesett    |

* - egy másik versenyzővel azonos eredményt ért el

## Kerékpározás

### Hegyi-kerékpározás
| Versenyző        | Versenyszám        | Idő              | Helyezés      |
| ---------------- | ------------------ | ---------------- | ------------- |
| Jaroslav Kulhavý | Férfi terepverseny | nem ért célba    | nem ért célba |
| Radim Kořínek    | Férfi terepverseny | 2:25:28 (+10:26) | 22.           |

### Országúti kerékpározás
Férfi
| Versenyző       | Versenyszám   | Idő                   | Helyezés      |
| --------------- | ------------- | --------------------- | ------------- |
| Ondřej Sosenka  | Mezőnyverseny | 5:50:35 (+8:51)       | 65.           |
| Ján Svorada     | Mezőnyverseny | 5:50:35 (+8:51)       | 63.           |
| René Andrle     | Mezőnyverseny | 5:50:35 (+8:51)       | 58.           |
| René Andrle     | Időfutam      | 1:00:27,29 (+2:55,55) | 17.           |
| Michal Hrazdíra | Időfutam      | 1:00:07,23 (+2:35,49) | 14.           |
| Michal Hrazdíra | Mezőnyverseny | nem ért célba         | nem ért célba |

Női
| Versenyző         | Versenyszám   | Idő                 | Helyezés      |
| ----------------- | ------------- | ------------------- | ------------- |
| Martina Růžičková | Mezőnyverseny | 3:40:43 (+16:19)    | 52.           |
| Lada Kozlíková    | Mezőnyverseny | nem ért célba       | nem ért célba |
| Lada Kozlíková    | Időfutam      | 32:15,41 (+1:03,88) | 5.            |

### Pálya-kerékpározás
Sprintversenyek
| Versenyző       | Versenyszám         | Selejtező | Selejtező | 1. forduló              | Vigaszág                                       | Vigaszág | 2. forduló           | Vigaszág               | Vigaszág | 9–12. helyért          | 9–12. helyért | Negyeddöntő          | 5–8. helyért           | 5–8. helyért | Elődöntő             | Döntő                | Helyezés    |
| Versenyző       | Versenyszám         | Idő       | Hely.     | Ellenfél Győztes idő    | Ellenfelek Győztes idő                         | Hely.    | Ellenfél Győztes idő | Ellenfelek Győztes idő | Hely.    | Ellenfelek Győztes idő | Hely.         | Ellenfél Győztes idő | Ellenfelek Győztes idő | Hely.        | Ellenfél Győztes idő | Ellenfél Győztes idő | Helyezés    |
| --------------- | ------------------- | --------- | --------- | ----------------------- | ---------------------------------------------- | -------- | -------------------- | ---------------------- | -------- | ---------------------- | ------------- | -------------------- | ---------------------- | ------------ | -------------------- | -------------------- | ----------- |
| Alois Kaňkovský | Férfi egyéni sprint | 10,956    | 18.       | Theo Bos (NED) · 10,799 | Teun Mulder (NED) · Kim Cshibom (KOR) · 10,740 | 3.       | kiesett              | kiesett                | kiesett  | kiesett                | kiesett       | kiesett              | kiesett                | kiesett      | kiesett              | kiesett              | helyezetlen |

Üldözőversenyek
| Versenyző    | Versenyszám              | Selejtező | Selejtező | Elődöntő     | Elődöntő  | Elődöntő | Döntő        | Döntő     | Döntő    |
| Versenyző    | Versenyszám              | Idő       | Hely.     | Ellenfél Idő | Saját idő | Hely.    | Ellenfél Idő | Saját idő | Helyezés |
| ------------ | ------------------------ | --------- | --------- | ------------ | --------- | -------- | ------------ | --------- | -------- |
| Lenka Valová | Női egyéni üldözőverseny | 3:54,372  | 11.       | kiesett      | kiesett   | kiesett  | kiesett      | kiesett   | kiesett  |

Időfutam
| Név             | Versenyszám           | Idő      | Helyezés |
| --------------- | --------------------- | -------- | -------- |
| Alois Kaňkovský | Férfi egyéni időfutam | 1:03,038 | 10.      |

Keirin
| Versenyző | Versenyszám  | 1. forduló | Vigaszág | 2. forduló | Döntő      | Helyezés |
| Versenyző | Versenyszám  | Helyezés   | Helyezés | Helyezés   | Helyezés   | Helyezés |
| --------- | ------------ | ---------- | -------- | ---------- | ---------- | -------- |
| Ivan Vrba | Férfi keirin | 2.         |          | 4.         | lekörözték | 10.      |

Pontversenyek
| Versenyző               | Versenyszám       | Pont | Helyezés |
| ----------------------- | ----------------- | ---- | -------- |
| Milan Kadlec            | Férfi pontverseny | 65   | 5.       |
| Lada Kozlíková          | Női pontverseny   | 0    | 15.      |
| Milan Kadlec Petr Lazar | Férfi madison     | 2    | 13.      |

## Kosárlabda

### Női

#### Eredmények
Csoportkör
B csoport
| Csapat                 | M | Gy | V | P+  | P–  | Pk   | P  |
| ---------------------- | - | -- | - | --- | --- | ---- | -- |
| Egyesült Államok (USA) | 5 | 5  | 0 | 430 | 285 | +145 | 10 |
| Spanyolország (ESP)    | 5 | 4  | 1 | 368 | 334 | +34  | 9  |
| Csehország (CZE)       | 5 | 3  | 2 | 408 | 375 | +33  | 8  |
| Új-Zéland (NZL)        | 5 | 2  | 3 | 321 | 414 | –93  | 7  |
| Kína (CHN)             | 5 | 1  | 4 | 360 | 406 | –46  | 6  |
| Dél-Korea (KOR)        | 5 | 0  | 5 | 320 | 393 | –73  | 5  |

| 2004. augusztus 14. 22:15 | Spanyolország (ESP)                             | 80–78 (h. u.) | Csehország (CZE) | Helliniko Indoor Arena, Athén Nézőszám: 2307 Játékvezetők: Mike Homsy (CAN), Michael Aylen (AUS) |
| 2004. augusztus 14. 22:15 | (24–22, 11–12, 15–11, 30–33, 13–11) Jegyzőkönyv |               |                  | Helliniko Indoor Arena, Athén Nézőszám: 2307 Játékvezetők: Mike Homsy (CAN), Michael Aylen (AUS) |
| 2004. augusztus 14. 22:15 | Palau, Valdemoro 14                             | Pont          | Večeřová 15      | Helliniko Indoor Arena, Athén Nézőszám: 2307 Játékvezetők: Mike Homsy (CAN), Michael Aylen (AUS) |
| 2004. augusztus 14. 22:15 | Cebrián 11                                      | Lepattanó     | Klimešová 8      | Helliniko Indoor Arena, Athén Nézőszám: 2307 Játékvezetők: Mike Homsy (CAN), Michael Aylen (AUS) |
| 2004. augusztus 14. 22:15 | Palau, Fernández 2                              | Gólpassz      | Hamzová 3        | Helliniko Indoor Arena, Athén Nézőszám: 2307 Játékvezetők: Mike Homsy (CAN), Michael Aylen (AUS) |

| 2004. augusztus 16. 14:30 | Csehország (CZE)                         | 61–80     | Egyesült Államok (USA) | Helliniko Indoor Arena, Athén Nézőszám: 954 Játékvezetők: Giampaolo Cicoria (ITA), Suguro Shoko (JPN) |
| 2004. augusztus 16. 14:30 | (21–18, 14–24, 15–23, 11–15) Jegyzőkönyv |           |                        | Helliniko Indoor Arena, Athén Nézőszám: 954 Játékvezetők: Giampaolo Cicoria (ITA), Suguro Shoko (JPN) |
| 2004. augusztus 16. 14:30 | Klimešová 18                             | Pont      | Leslie 15              | Helliniko Indoor Arena, Athén Nézőszám: 954 Játékvezetők: Giampaolo Cicoria (ITA), Suguro Shoko (JPN) |
| 2004. augusztus 16. 14:30 | Machová 5                                | Lepattanó | Leslie 10              | Helliniko Indoor Arena, Athén Nézőszám: 954 Játékvezetők: Giampaolo Cicoria (ITA), Suguro Shoko (JPN) |
| 2004. augusztus 16. 14:30 | Machová 5                                | Gólpassz  | Staley 4               | Helliniko Indoor Arena, Athén Nézőszám: 954 Játékvezetők: Giampaolo Cicoria (ITA), Suguro Shoko (JPN) |

| 2004. augusztus 18. 9:00 | Kína (CHN)                               | 83–98     | Csehország (CZE) | Helliniko Indoor Arena, Athén Nézőszám: 300 Játékvezetők: Abdellilah Chlif (MAR), Tatiana Steigerwald (BRA) |
| 2004. augusztus 18. 9:00 | (30–28, 19–21, 14–26, 20–23) Jegyzőkönyv |           |                  | Helliniko Indoor Arena, Athén Nézőszám: 300 Játékvezetők: Abdellilah Chlif (MAR), Tatiana Steigerwald (BRA) |
| 2004. augusztus 18. 9:00 | Csen Nan 23                              | Pont      | Veselá 22        | Helliniko Indoor Arena, Athén Nézőszám: 300 Játékvezetők: Abdellilah Chlif (MAR), Tatiana Steigerwald (BRA) |
| 2004. augusztus 18. 9:00 | Csen Nan 7                               | Lepattanó | Veselá 7         | Helliniko Indoor Arena, Athén Nézőszám: 300 Játékvezetők: Abdellilah Chlif (MAR), Tatiana Steigerwald (BRA) |
| 2004. augusztus 18. 9:00 | Miao Li-Csie, Je Li 2                    | Gólpassz  | Hamzová 8        | Helliniko Indoor Arena, Athén Nézőszám: 300 Játékvezetők: Abdellilah Chlif (MAR), Tatiana Steigerwald (BRA) |

| 2004. augusztus 20. 16:45 | Csehország (CZE)                         | 97–75     | Dél-Korea (KOR) | Helliniko Indoor Arena, Athén Nézőszám: 753 Játékvezetők: Vlagyimir Ohrimenko (RUS), Abreu Muhimua Joao (MOZ) |
| 2004. augusztus 20. 16:45 | (24–16, 21–19, 29–17, 23–23) Jegyzőkönyv |           |                 | Helliniko Indoor Arena, Athén Nézőszám: 753 Játékvezetők: Vlagyimir Ohrimenko (RUS), Abreu Muhimua Joao (MOZ) |
| 2004. augusztus 20. 16:45 | Machová 28                               | Pont      | Pjon Jonha 26   | Helliniko Indoor Arena, Athén Nézőszám: 753 Játékvezetők: Vlagyimir Ohrimenko (RUS), Abreu Muhimua Joao (MOZ) |
| 2004. augusztus 20. 16:45 | Klimešová 8                              | Lepattanó | Pjon Jonha 4    | Helliniko Indoor Arena, Athén Nézőszám: 753 Játékvezetők: Vlagyimir Ohrimenko (RUS), Abreu Muhimua Joao (MOZ) |
| 2004. augusztus 20. 16:45 | Hamzová 5                                | Gólpassz  | Kim Jongok 3    | Helliniko Indoor Arena, Athén Nézőszám: 753 Játékvezetők: Vlagyimir Ohrimenko (RUS), Abreu Muhimua Joao (MOZ) |

| 2004. augusztus 22. 9:00 | Új-Zéland (NZL)                         | 57–74     | Csehország (CZE) | Helliniko Indoor Arena, Athén Nézőszám: 365 Játékvezetők: Nancy Ethier (CAN), Kim Ja Ok (KOR) |
| 2004. augusztus 22. 9:00 | (12–21, 8–19, 23–18, 14–16) Jegyzőkönyv |           |                  | Helliniko Indoor Arena, Athén Nézőszám: 365 Játékvezetők: Nancy Ethier (CAN), Kim Ja Ok (KOR) |
| 2004. augusztus 22. 9:00 | G. Farmer 19                            | Pont      | Machová 21       | Helliniko Indoor Arena, Athén Nézőszám: 365 Játékvezetők: Nancy Ethier (CAN), Kim Ja Ok (KOR) |
| 2004. augusztus 22. 9:00 | Loffhagen 12                            | Lepattanó | Klimešová 10     | Helliniko Indoor Arena, Athén Nézőszám: 365 Játékvezetők: Nancy Ethier (CAN), Kim Ja Ok (KOR) |
| 2004. augusztus 22. 9:00 | G. Farmer, Loffhagen 1                  | Gólpassz  | Hamzová 7        | Helliniko Indoor Arena, Athén Nézőszám: 365 Játékvezetők: Nancy Ethier (CAN), Kim Ja Ok (KOR) |

Negyeddöntő
| 2004. augusztus 25. 16:45 | Oroszország (RUS)                       | 70–49     | Csehország (CZE) | Olympic Indoor Hall, Athén Nézőszám: 5200 Játékvezetők: Jorge Vazquez (PUR), Scott Butler (AUS) |
| 2004. augusztus 25. 16:45 | (19–6, 18–14, 19–10, 14–19) Jegyzőkönyv |           |                  | Olympic Indoor Hall, Athén Nézőszám: 5200 Játékvezetők: Jorge Vazquez (PUR), Scott Butler (AUS) |
| 2004. augusztus 25. 16:45 | Korsztyin 16                            | Pont      | Kulichová 9      | Olympic Indoor Hall, Athén Nézőszám: 5200 Játékvezetők: Jorge Vazquez (PUR), Scott Butler (AUS) |
| 2004. augusztus 25. 16:45 | Baranova 8                              | Lepattanó | Veselá 9         | Olympic Indoor Hall, Athén Nézőszám: 5200 Játékvezetők: Jorge Vazquez (PUR), Scott Butler (AUS) |
| 2004. augusztus 25. 16:45 | Arhipova 4                              | Gólpassz  | Hamzová 3        | Olympic Indoor Hall, Athén Nézőszám: 5200 Játékvezetők: Jorge Vazquez (PUR), Scott Butler (AUS) |

Az 5. helyért
| 2004. augusztus 27. 11:15 | Csehország (CZE)                         | 79–68     | Spanyolország (ESP)              | Olympic Indoor Hall, Athén Nézőszám: 4650 Játékvezetők: Corbin Sean (USA), Vladimir Okhrimenko (RUS) |
| 2004. augusztus 27. 11:15 | (19–12, 21–15, 17–18, 22–23) Jegyzőkönyv |           |                                  | Olympic Indoor Hall, Athén Nézőszám: 4650 Játékvezetők: Corbin Sean (USA), Vladimir Okhrimenko (RUS) |
| 2004. augusztus 27. 11:15 | Machová 22                               | Pont      | Valdemoro 24                     | Olympic Indoor Hall, Athén Nézőszám: 4650 Játékvezetők: Corbin Sean (USA), Vladimir Okhrimenko (RUS) |
| 2004. augusztus 27. 11:15 | Klimešová 14                             | Lepattanó | Pascua 6                         | Olympic Indoor Hall, Athén Nézőszám: 4650 Játékvezetők: Corbin Sean (USA), Vladimir Okhrimenko (RUS) |
| 2004. augusztus 27. 11:15 | Hamzová 4                                | Gólpassz  | Fernández, Valdemoro, Martínez 1 | Olympic Indoor Hall, Athén Nézőszám: 4650 Játékvezetők: Corbin Sean (USA), Vladimir Okhrimenko (RUS) |

| Csapat           | Helyezés |
| ---------------- | -------- |
| Csehország (CZE) | 5.       |

## Lovaglás
Lovastusa
| Versenyző      | Ló                   | Versenyszám | Díjlovaglás | Díjlovaglás | Tereplovaglás | Tereplovaglás | Tereplovaglás | Díjugratás | Díjugratás | Díjugratás | Díjugratás | Végeredmény | Végeredmény |
| Versenyző      | Ló                   | Versenyszám | Díjlovaglás | Díjlovaglás | Tereplovaglás | Tereplovaglás | Tereplovaglás | 1. kör     | 1. kör     | 2. kör     | 2. kör     | Végeredmény | Végeredmény |
| Versenyző      | Ló                   | Versenyszám | Bünt.       | Hely.       | Bünt.         | Hely.         | Össz.         | Bünt.      | Hely.      | Bünt.      | Hely.      | Bünt.       | Helyezés    |
| -------------- | -------------------- | ----------- | ----------- | ----------- | ------------- | ------------- | ------------- | ---------- | ---------- | ---------- | ---------- | ----------- | ----------- |
| Jaroslav Hatla | Kyrenejennalla's Boy | Egyéni      | 57,8        | 38.*        | 5,2           | 35.           | 28.*          | 4          | 12.        | 8          | 13.        | 75,0        | 22.         |

* - egy másik versenyzővel azonos eredményt ért el

## Öttusa
| Versenyző            | Versenyszám | Lövészet | Lövészet | Lövészet | Vívás    | Vívás | Vívás | Úszás   | Úszás | Úszás | Lovaglás | Lovaglás | Lovaglás | Lovaglás | Futás    | Futás | Futás | Összesen    | Összesen |
| Versenyző            | Versenyszám | Pontszám | Pont     | Hely.    | Eredmény | Pont  | Hely. | Idő     | Pont  | Hely. | Idő      | Hibapont | Pont     | Hely.    | Idő      | Pont  | Hely. | Összes pont | Helyezés |
| -------------------- | ----------- | -------- | -------- | -------- | -------- | ----- | ----- | ------- | ----- | ----- | -------- | -------- | -------- | -------- | -------- | ----- | ----- | ----------- | -------- |
| Libor Capalini       | Férfi       | 179      | 1084     | 13.      | 14-17    | 776   | 19.*  | 2:02,00 | 1336  | 2.    | 1:11,74  | 84       | 1116     | 8.       | 9:40,70  | 1080  | 6.    | 5392        |          |
| Michal Michalík      | Férfi       | 181      | 1108     | 6.       | 18-13    | 888   | 6.**  | 2:08,51 | 1260  | 15.   | 1:09,09  | 56       | 1144     | 5.       | 10:17,68 | 932   | 28.   | 5332        | 6.       |
| Alexandra Kalinovská | Női         | 164      | 904      | 25.      | 18-13    | 888   | 6.    | 2:30,05 | 1120  | 27.   | 1:12,68  | 252      | 948      | 29.      | 11:14,40 | 1024  | 15.   | 4884        | 26.      |

* - három másik versenyzővel azonos időt ért el

** - négy másik versenyzővel azonos eredményt ért el

## Röplabda

### Strandröplabda

#### Női
| Versenyző                 | Csoportkör | Csoportkör | Nyolcaddöntő                                                         | Negyeddöntő       | Elődöntő          | Döntő             | Helyezés |
| Versenyző                 | Ellenfél Eredmény | Hely.      | Ellenfél Eredmény                                                    | Ellenfél Eredmény | Ellenfél Eredmény | Ellenfél Eredmény | Helyezés |
| ------------------------- | --- | ---------- | -------------------------------------------------------------------- | ----------------- | ----------------- | ----------------- | -------- |
| Eva Celbová Soňa Nováková | A csoport · Hollandia (NED) · Rebekka Kadijk · Marrit Leenstra · 21-19, 21-16 · Japán (JPN) · Kuszuhara Csiaki · Tokuno Rjóko · 23-21, 21-12 · Egyesült Államok (USA) · Misty May · Kerri Walsh · 17-21, 17-21 | 2.         | Egyesült Államok (USA) · Holly McPeak · Elaine Youngs · 16-21, 16-21 | kiesett           | kiesett           | kiesett           | 9.       |

## Sportlövészet
Férfi
| Versenyző      | Versenyszám           | Selejtező | Selejtező | Döntő   | Döntő    |
| Versenyző      | Versenyszám           | Pont      | Helyezés  | Pont    | Helyezés |
| -------------- | --------------------- | --------- | --------- | ------- | -------- |
| Martin Tenk    | Légpisztoly           | 577       | 20.**     | kiesett | kiesett  |
| Martin Tenk    | Szabadpisztoly        | 559       | 9.        | kiesett | kiesett  |
| Václav Bečvář  | Sportpuska, összetett | 1148      | 31.*      | kiesett | kiesett  |
| Václav Bečvář  | Sportpuska, fekvő     | 592       | 16.*****  | kiesett | kiesett  |
| Tomáš Jeřábek  | Sportpuska, fekvő     | 591       | 24.*****  | kiesett | kiesett  |
| Tomáš Jeřábek  | Sportpuska, összetett | 1155      | 24.*      | kiesett | kiesett  |
| Tomáš Caknakis | Futócéllövészet       | 560       | 17.       | kiesett | kiesett  |
| Miroslav Januš | Futócéllövészet       | 564       | 15.       | kiesett | kiesett  |
| Jan Sychra     | Skeet                 | 121       | 8.****    | kiesett | kiesett  |

Női
| Versenyző        | Versenyszám           | Selejtező | Selejtező | Döntő   | Döntő    |
| Versenyző        | Versenyszám           | Pont      | Helyezés  | Pont    | Helyezés |
| ---------------- | --------------------- | --------- | --------- | ------- | -------- |
| Lenka Hyková     | Légpisztoly           | 380       | 16.***    | kiesett | kiesett  |
| Lenka Hyková     | Sportpisztoly         | 588       | 1.*       | 687,8   |          |
| Kateřina Kůrková | Légpuska              | 398       | 2.**      | 501,1   |          |
| Kateřina Kůrková | Sportpuska, összetett | 565       | 27.       | kiesett | kiesett  |

* - egy másik versenyzővel azonos eredményt ért el

** - két másik versenyzővel azonos eredményt ért el

*** - négy másik versenyzővel azonos eredményt ért el

**** - hat másik versenyzővel azonos eredményt ért el

***** - hét másik versenyzővel azonos eredményt ért el

## Súlyemelés
Férfi
| Versenyző         | Versenyszám | Szakítás | Szakítás | Lökés    | Lökés    | Összesen | Helyezés |
| Versenyző         | Versenyszám | Eredmény | Helyezés | Eredmény | Helyezés | Összesen | Helyezés |
| ----------------- | ----------- | -------- | -------- | -------- | -------- | -------- | -------- |
| Tomáš Matykiewicz | 105 kg      | 177,5    | 13.*     | 215,0    | 9.**     | 392,5    | 13.      |

* - egy másik versenyzővel azonos eredményt ért el

** - két másik versenyzővel azonos eredményt ért el

## Szinkronúszás
| Versenyző                     | Versenyszám | Technikai gyakorlat | Technikai gyakorlat | Selejtező        | Selejtező        | Selejtező  | Selejtező  | Döntő            | Döntő            | Döntő      | Döntő      | Helyezés |
| Versenyző                     | Versenyszám | Technikai gyakorlat | Technikai gyakorlat | Szabad gyakorlat | Szabad gyakorlat | Összesítés | Összesítés | Szabad gyakorlat | Szabad gyakorlat | Összesítés | Összesítés | Helyezés |
| Versenyző                     | Versenyszám | Pont                | Hely.               | Pont             | Hely.            | Pont       | Hely.      | Pont             | Hely.            | Pont       | Hely.      | Helyezés |
| ----------------------------- | ----------- | ------------------- | ------------------- | ---------------- | ---------------- | ---------- | ---------- | ---------------- | ---------------- | ---------- | ---------- | -------- |
| Soňa Bernardová Ivana Bursová | Páros       | 43,750              | 15.                 | 44,334           | 14.              | 88,084     | 14.*       | kiesett          | kiesett          | kiesett    | kiesett    | 14.*     |

* - egy másik párossal azonos eredményt értek el

## Tenisz
Férfi
| Versenyző                | Versenyszám | 64-es főtábla                  | 32-es főtábla                                                                     | Nyolcaddöntő                                                     | Negyeddöntő                  | Elődöntő          | Bronz- mérkőzés   | Döntő             | Helyezés |
| Versenyző                | Versenyszám | Ellenfél Eredmény              | Ellenfél Eredmény                                                                 | Ellenfél Eredmény                                                | Ellenfél Eredmény            | Ellenfél Eredmény | Ellenfél Eredmény | Ellenfél Eredmény | Helyezés |
| ------------------------ | ----------- | ------------------------------ | --------------------------------------------------------------------------------- | ---------------------------------------------------------------- | ---------------------------- | ----------------- | ----------------- | ----------------- | -------- |
| Tomáš Berdych            | Egyes       | Florian Mayer (GER) · 6-3, 7-5 | Roger Federer (SUI) · 4-6, 7-5, 7-5                                               | Tommy Robredo (ESP) · 7-6, 4-6, 8-6                              | Taylor Dent (USA) · 4-6, 1-6 | kiesett           | kiesett           | kiesett           | 5.       |
| Jiří Novák               | Egyes       | Tim Henman (GBR) · 6-3, 6-3    | Mihail Juzsnij (RUS) · 4-6, 3-6                                                   | kiesett                                                          | kiesett                      | kiesett           | kiesett           | kiesett           | 17.      |
| Martin Damm Cyril Suk    | Páros       |                                | Görögország (GRE) · Konsztandínosz Ikonomídisz · Vaszíliosz Mazarákisz · 6-1, 6-3 | Horvátország (CRO) · Mario Ančić · Ivan Ljubičić · 6-7, 7-6, 5-7 | kiesett                      | kiesett           | kiesett           | kiesett           | 9.       |
| Tomáš Berdych Jiří Novák | Páros       |                                | Ausztrália (AUS) · Wayne Arthurs · Todd Woodbridge · 4-6, 3-6                     | kiesett                                                          | kiesett                      | kiesett           | kiesett           | kiesett           | 17.      |

Női
| Versenyző                       | Versenyszám | 64-es főtábla                      | 32-es főtábla                                                               | Nyolcaddöntő      | Negyeddöntő       | Elődöntő          | Bronz- mérkőzés   | Döntő             | Helyezés |
| Versenyző                       | Versenyszám | Ellenfél Eredmény                  | Ellenfél Eredmény                                                           | Ellenfél Eredmény | Ellenfél Eredmény | Ellenfél Eredmény | Ellenfél Eredmény | Ellenfél Eredmény | Helyezés |
| ------------------------------- | ----------- | ---------------------------------- | --------------------------------------------------------------------------- | ----------------- | ----------------- | ----------------- | ----------------- | ----------------- | -------- |
| Iveta Benešová                  | Egyes       | Morigami Akiko (JPN) · 1-6, 4-6    | kiesett                                                                     | kiesett           | kiesett           | kiesett           | kiesett           | kiesett           | 33.      |
| Klára Koukalová                 | Egyes       | Magdalena Maleeva (BUL) · 1-6, 4-6 | kiesett                                                                     | kiesett           | kiesett           | kiesett           | kiesett           | kiesett           | 33.      |
| Barbora Strýcová                | Egyes       | Justine Henin (BEL) · 3-6, 4-6     | kiesett                                                                     | kiesett           | kiesett           | kiesett           | kiesett           | kiesett           | 33.      |
| Libuše Prusová Barbora Strýcová | Páros       |                                    | Oroszország (RUS) · Szvetlana Kuznyecova · Jelena Lihovceva · 2-6, 6-3, 1-6 | kiesett           | kiesett           | kiesett           | kiesett           | kiesett           | 17.      |

## Torna
Női
| Versenyző      | Versenyszám      | Selejtező | Selejtező | Döntő    | Döntő    |
| Versenyző      | Versenyszám      | Pontszám  | Helyezés  | Pontszám | Helyezés |
| -------------- | ---------------- | --------- | --------- | -------- | -------- |
| Jana Komrsková | Talaj            | 9,012     | 53.       | kiesett  | kiesett  |
| Jana Komrsková | Ugrás            | 9,218     | 15.       | kiesett  | kiesett  |
| Jana Komrsková | Felemás korlát   | 9,275     | 43.       | kiesett  | kiesett  |
| Jana Komrsková | Gerenda          | 8,700     | 55.       | kiesett  | kiesett  |
| Jana Komrsková | Egyéni összetett | 36,212    | 32.       | kiesett  | kiesett  |

### Ritmikus gimnasztika
| Versenyző           | Versenyszám | Selejtező | Selejtező | Selejtező | Selejtező | Selejtező | Selejtező | Selejtező | Selejtező | Selejtező | Selejtező | Döntő   | Döntő   | Döntő   | Döntő   | Döntő    | Döntő    | Döntő   | Döntő   | Döntő    | Döntő    | Helyezés |
| Versenyző           | Versenyszám | Karika    | Karika    | Labda     | Labda     | Buzogány  | Buzogány  | Szalag    | Szalag    | Összesen  | Összesen  | Karika  | Karika  | Labda   | Labda   | Buzogány | Buzogány | Szalag  | Szalag  | Összesen | Összesen | Helyezés |
| Versenyző           | Versenyszám | Pont      | Hely.     | Pont      | Hely.     | Pont      | Hely.     | Pont      | Hely.     | Pont      | Hely.     | Pont    | Hely.   | Pont    | Hely.   | Pont     | Hely.    | Pont    | Hely.   | Pont     | Hely.    | Helyezés |
| ------------------- | ----------- | --------- | --------- | --------- | --------- | --------- | --------- | --------- | --------- | --------- | --------- | ------- | ------- | ------- | ------- | -------- | -------- | ------- | ------- | -------- | -------- | -------- |
| Dominika Červenková | Egyéni      | 22,350    | 17.       | 22,900    | 15.*      | 18,300    | 24.       | 21,200    | 20.       | 84,750    | 20.       | kiesett | kiesett | kiesett | kiesett | kiesett  | kiesett  | kiesett | kiesett | kiesett  | kiesett  | 20.      |

* - egy másik versenyzővel azonos eredményt ért el

## Triatlon
| Versenyző             | Versenyszám | 1,5 km úszás | 1,5 km úszás | 40 km kerékpározás | 40 km kerékpározás | 10 km futás      | 10 km futás      | Összesítés    | Összesítés    |
| Versenyző             | Versenyszám | Idő          | Hely.        | Idő                | Hely.              | Idő              | Hely.            | Idő           | Helyezés      |
| --------------------- | ----------- | ------------ | ------------ | ------------------ | ------------------ | ---------------- | ---------------- | ------------- | ------------- |
| Martin Krňávek        | Férfi       | 18:19        | 32.          | 1:05:16            | 37.                | 38:37            | 44.              | 2:02:54,59    | 42.           |
| Filip Ospalý          | Férfi       | 18:23        | 37.          | 1:05:13            | 33.                | 33:02            | 16.              | 1:57:17,58    | 29.           |
| Renata Berková        | Női         | 19:48        | 28.          | 1:12:54            | 32.                | 38:21            | 25.              | 2:11:50,94    | 32.           |
| Lucie Zelenková       | Női         | 19:23        | 13.          | nem teljesítette   | nem teljesítette   | nem teljesítette | nem teljesítette | nem ért célba | nem ért célba |
| Lenka Radová-Zemanová | Női         | 19:41        | 19.          | 1:10:27            | 22.*               | 39:01            | 31.              | 2:09:54,47    | 26.           |

* - egy másik versenyzővel azonos időt ért el

## Úszás
Férfi
| Versenyző                                                  | Versenyszám          | Előfutam | Előfutam | Előfutam | Elődöntő | Elődöntő | Elődöntő | Döntő   | Döntő    |
| Versenyző                                                  | Versenyszám          | Idő      | Hely.    | Össz.    | Idő      | Hely.    | Össz.    | Idő     | Helyezés |
| ---------------------------------------------------------- | -------------------- | -------- | -------- | -------- | -------- | -------- | -------- | ------- | -------- |
| Květoslav Svoboda                                          | 200 m gyors          | 1:49,25  | 5.       | 9.       | 1:49,27  | 4.       | 9.       | kiesett | kiesett  |
| Daniel Málek                                               | 100 m mell           | 1:03,35  | 4.       | 28.      | kiesett  | kiesett  | kiesett  | kiesett | kiesett  |
| Daniel Málek                                               | 200 m mell           | 2:17,47  | 4.       | 30.      | kiesett  | kiesett  | kiesett  | kiesett | kiesett  |
| Michal Rubáček                                             | 100 m pillangó       | 54,87    | 1.       | 39.      | kiesett  | kiesett  | kiesett  | kiesett | kiesett  |
| Josef Horký Michal Rubáček Martin Škacha Květoslav Svoboda | 4 × 200 m gyorsváltó | 7:26,26  | 7.       | 13.      |          |          |          | kiesett | kiesett  |

Női
| Versenyző                                                      | Versenyszám          | Előfutam | Előfutam | Előfutam | Elődöntő | Elődöntő | Elődöntő | Döntő   | Döntő    |
| Versenyző                                                      | Versenyszám          | Idő      | Hely.    | Össz.    | Idő      | Hely.    | Össz.    | Idő     | Helyezés |
| -------------------------------------------------------------- | -------------------- | -------- | -------- | -------- | -------- | -------- | -------- | ------- | -------- |
| Sandra Kazíková                                                | 50 m gyors           | 26,18    | 2.       | 25.      | kiesett  | kiesett  | kiesett  | kiesett | kiesett  |
| Jana Klusáčková                                                | 100 m gyors          | 56,59    | 7.       | 23.      | kiesett  | kiesett  | kiesett  | kiesett | kiesett  |
| Jana Klusáčková                                                | 200 m gyors          | 2:04,62  | 1.       | 33.      | kiesett  | kiesett  | kiesett  | kiesett | kiesett  |
| Kristýna Kyněrová                                              | 400 m gyors          | 4:21,12  | 8.       | 30.      |          |          |          | kiesett | kiesett  |
| Jana Pechanová                                                 | 800 m gyors          | 8:47,38  | 6.       | 19.      |          |          |          | kiesett | kiesett  |
| Ilona Hlaváčková                                               | 100 m hát            | 1:01,95  | 5.       | 9.       | 1:01,81  | 7.       | 12.      | kiesett | kiesett  |
| Kateřina Pivoňková                                             | 200 m hát            | 2:16,08  | 2.       | 19.      | kiesett  | kiesett  | kiesett  | kiesett | kiesett  |
| Ilona Hlaváčková Sandra Kazíková Petra Klosová Jana Klusáčková | 4 × 100 m gyorsváltó | 3:46,83  | 7.       | 13.      |          |          |          | kiesett | kiesett  |

## Vitorlázás
Férfi
| Versenyző    | Versenyszám     | Futam | Futam | Futam | Futam | Futam | Futam | Futam | Futam | Futam | Futam | Futam | Pontszám | Helyezés |
| Versenyző    | Versenyszám     | 1     | 2     | 3     | 4     | 5     | 6     | 7     | 8     | 9     | 10    | 11    | Pontszám | Helyezés |
| ------------ | --------------- | ----- | ----- | ----- | ----- | ----- | ----- | ----- | ----- | ----- | ----- | ----- | -------- | -------- |
| Tom Malina   | Szörfvitorlázás | 28    | 25    | 32    | 32    | 31    | 26    | 33    | 28    | 29    | 32    | 22    | 285      | 31.      |
| Michal Maier | Finn dingi      | 13    | 17    | 19    | 9     | 20    | 12    | 16    | 18    | 4     | 7     | 6     | 120      | 15.      |

Női
| Versenyző     | Versenyszám | Futam | Futam | Futam | Futam | Futam | Futam    | Futam | Futam | Futam | Futam | Futam | Pontszám | Helyezés |
| Versenyző     | Versenyszám | 1     | 2     | 3     | 4     | 5     | 6        | 7     | 8     | 9     | 10    | 11    | Pontszám | Helyezés |
| ------------- | ----------- | ----- | ----- | ----- | ----- | ----- | -------- | ----- | ----- | ----- | ----- | ----- | -------- | -------- |
| Lenka Šmídová | Europe      | 10    | 13    | 1     | 13    | 1     | kizárták | 1     | 6     | 3     | 7     | 10    | 65       |          |

Nyílt
| Versenyző    | Versenyszám | Futam | Futam | Futam | Futam | Futam | Futam | Futam | Futam | Futam | Futam | Futam | Pontszám | Helyezés |
| Versenyző    | Versenyszám | 1     | 2     | 3     | 4     | 5     | 6     | 7     | 8     | 9     | 10    | 11    | Pontszám | Helyezés |
| ------------ | ----------- | ----- | ----- | ----- | ----- | ----- | ----- | ----- | ----- | ----- | ----- | ----- | -------- | -------- |
| Martin Trčka | Laser       | 37    | 29    | 15    | 27    | 15    | 32    | 28    | 31    | 33    | 10    | 11    | 231      | 25.      |